# François Jullien

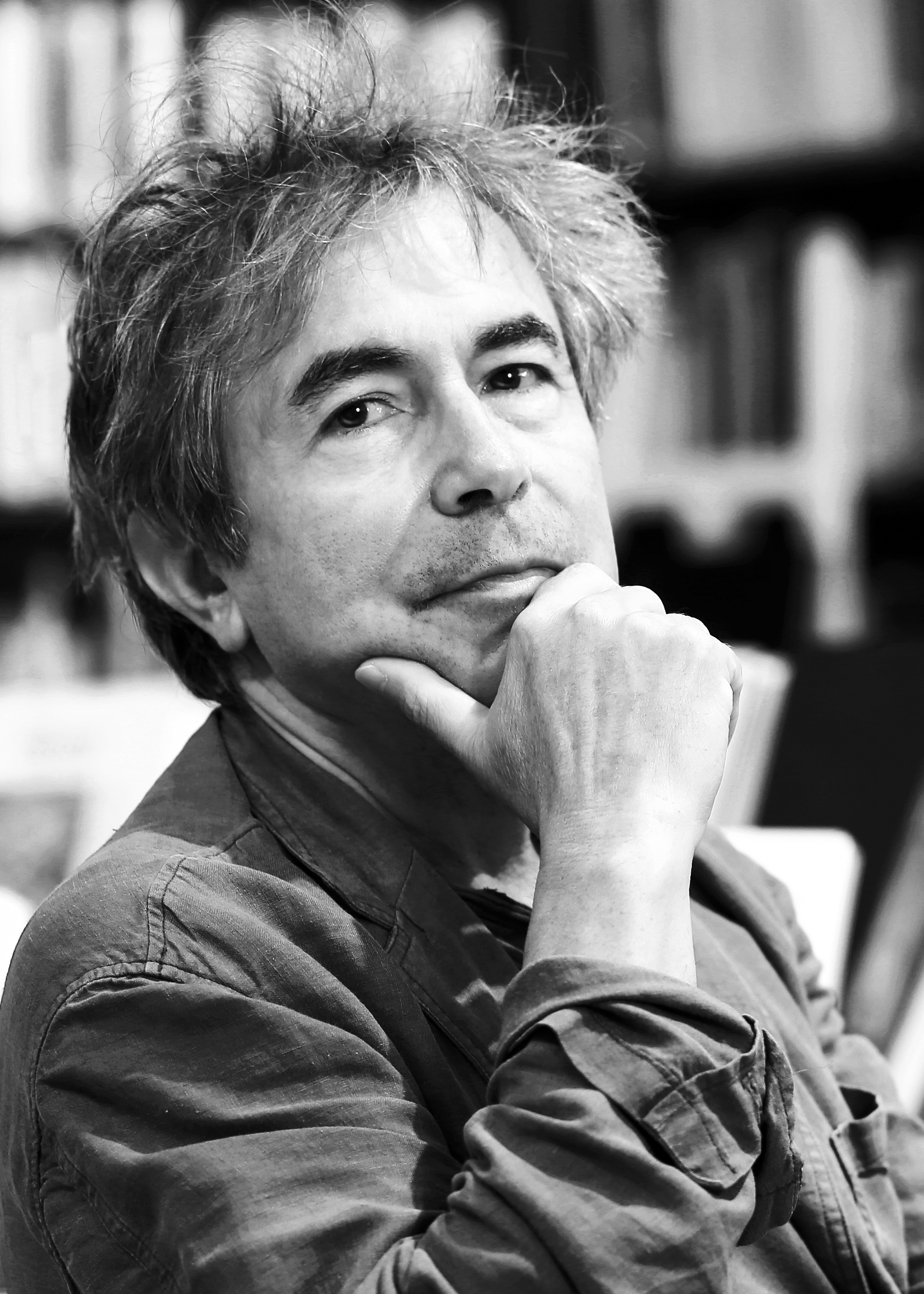
François Jullien

François Jullien (* 2. Juni 1951 in Embrun, Hautes-Alpes) ist ein französischer Philosoph und Sinologe.

## Leben
François Jullien studierte als Absolvent der École Normale Supérieure de la rue d’Ulm von 1972 bis 1977 (Agrégation 1974), Chinesisch an den Universitäten von Peking und Schanghai (1975–1977). Von 1978 bis 1981 leitete er die Antenne française de sinologie in Hongkong. Von 1985 bis 1987 war Jullien ein Stipendiat im Japanisch-Französischen Haus in Tokio. 1978 wurde er im Fach Ostasiatische Studien promoviert, 1983 erfolgte seine Habilitation in Geisteswissenschaften.
Von 1988 bis 1990 war Jullien Präsident der Association Française des Études Chinoises (Französische Gesellschaft für Chinastudien) und von 1995 bis 1998 Präsident des Collège international de philosophie. Von 2001 bis 2011 war er „Membre senior de l’Institut Universitaire de France“. Von 2002 bis 2011 war er „Directeur du Centre Marcel Granet sowie Directeur d l’Institut de la pensée contemporaine“. Er war auch Direktor der „Agenda de la pensée contemporaine“ bei Éditions Hermann. Seit 2004 lehrt er als Professor an der Universität Paris VII klassische chinesische Philosophie und Ästhetik.
In weiteren Funktionen ist François Jullien auch Herausgeber der Sammlungen „Orientales“ und „Libelles“ („Schmähschriften“) beim Verlag Presses Universitaires de France (PUF) in Paris.
Derzeit ist er Professor an der Universität Paris-Diderot (Paris VII) und Inhaber des Lehrstuhls für Alterität am Collège d’études mondiales de la Fondation de la maison des sciences de l’homme.
Rund um seine Arbeit wurden in Frankreich und anderen Ländern (Deutschland, Argentinien, China, Österreich, Vietnam) verschiedene Kolloquien abgehalten, die jüngsten an der Universität Paris-Diderot und an der Bibliothèque nationale de France (Dezember 2010, unter dem Titel „Störungen-Anmerkungen“), an der Universität Peking (Dezember 2013, unter dem Titel „Gipfelgespräch“) mit Cheng Chung-Ying; in Cerisy-la-Salle (September 2013, unter dem Titel „Denkmöglichkeiten, die philosophische Laufbahn von F. Jullien“); an der Academia Sinica in Taiwan (November 2013).

## Forschungsfeld
Allgemeine Philosophie und chinesisches Denken (das Denken des antiken China und der Neo-Konfuzianismus; literarische und ästhetische Konzepte des klassischen China); interkulturelle Probleme.

## Aktuelle Forschungsarbeit
Die zwischen dem chinesischen Denken und der europäischen Philosophie vor sich gehende Arbeit zielt darauf ab, zum eigenen Denken dadurch Distanz zu gewinnen, dass im Fernen Osten andere als vom europäischen Denken entwickelte Denkstränge erkundet werden, wobei in umgekehrter Richtung und von diesem Abstand ausgehend, die verdeckten „Vorentscheidungen“ der europäischen Vernunft wieder ans Tageslicht gebracht und deren „Parteilichkeit“, also ihr Ungedachtes, erneut zur Debatte gestellt werden können.
Indem sie die chinesische „Heterotopie“ ins Spiel bringt, ermöglicht die Arbeit Julliens eine neue Sicht auf die europäische Tradition – deren Denken wird de- und re-kategorialisiert – und trägt somit dazu bei, das Feld des Denkbaren zu rekonfigurieren.

## Position
Auf seiner Baustelle im „Zwischen“ von China und Europa hat François Jullien nicht aufgehört, statt sie zu vergleichen, ihre Gegenüberstellung zu organisieren, um zwischen ihnen ein gemeinsames Feld der Reflexion auszubreiten. Dazu gebracht, zwischen so verschiedenen Gebieten wie jenen der Moral, der Ästhetik, der Strategie, des Denkens von Geschichte und Natur umherzuwandern, zielt er letztendlich darauf ab, durch diese von außen vorgenommene „Destruktion“ die auf beiden Seiten vergrabenen parteilichen Vorentscheidungen aufzuspüren, um damit unser Ungedachtes zum Vorschein zu bringen. Das ist auch eine Art, die Kulturen statt unter dem Gesichtspunkt ihrer „Identität“ eher im Hinblick auf ihre mögliche „Fruchtbarkeit“ zu betrachten und damit die Philosophie von ihrem atavistischen Wiederholungszwang zu befreien.
Diese Vorgehensweise hat selbstverständlich zu Verstörungen sowohl in der Philosophie als auch in der Orientalistik geführt. Dem gegenüber hat François Jullien gezeigt, dass man das „Gemeinsame“ nicht so sehr durch das „Ähnliche“ [semblable], das fruchtlos bleibt, hervorbringt, als vielmehr dadurch, dass man die „Abstände“ [les écarts] arbeiten lässt, die, indem sie eine Distanz ermöglichen, ein „Zwischen“ auftauchen lassen und es in Spannung  versetzen.
Inzwischen hat François Jullien aus diesem Denken des „Zwischen“ und der Forderung nach einem „In-Spannung-Versetzen“ eine Philosophie des „Lebens“ [vivre] entwickelt, die ein Abgehen vom Seins-Denken ermöglicht. In den letzten Jahren hat er insbesondere den Gedanken des „Aufschwungs“ [essor] sowohl im Bereich des „Intimen“ als auch der Landschaft entwickelt, der sich dem „flachen Stillstand“ [étale] des Lebens entgegenstellt.
Eine Zusammenfassung dieser Arbeit findet sich in seiner Arbeit „De l’Être au vivre, lexique euro-chinois de la pensée“, Gallimard, 2015.
Seinen Ort in der Philosophie bestimmt Jullien so:

„Welchen Vorteil gewinnen wir durch die (erhoffte) Entwurzelung des Denkens, welchen Vorteil, der über die Sondierung unseres Geistes, die Archäologie seiner Verzweigungen, die neue Zusammensetzung des Felds des Denkbaren hinausgeht? … Ein ‚globalisiertes‘... und langweiliges Denken sollten wir nicht erwarten. … Wir zögern heute, einfach von ‚dem Menschen‘ zu sprechen und die Definition seines Wesens zu fordern. Das chinesische Denken hingegen, wenn es sich vergleichend in das europäische einschreibt, kann gerade dadurch zu einer Selbstreflexion des Menschlichen beitragen. In dieser Begegnung kann sich das Menschliche durch sich selbst und durch seine Wandlungen reflektieren. Es setzt sich nicht mehr vorab und naiv voraus, sondern im Gegenteil, als Wirkung dieses Zusammenfügens können seine verschiedenen Vorverständnisse geduldig erkundet und neue Möglichkeiten erwogen werden.“

Auf diese Weise möchte Jullien die Philosophie neu in Schwung bringen.
Schattenseiten. Vom Bösen oder Negativen
In seinem politischen Buch Schattenseiten. Vom Bösen oder Negativen (2005) untersucht Jullien die Transformation des Begriffs des ›Negativen‹ wie des ›Bösen‹ und konfrontiert, wie in allen seinen Werken, ihre westliche Entwicklung mit dem chinesischen Denken. In neuartiger Weise ermöglicht dieser Ansatz einen Blick auf die ›produktiven‹ Kräfte des Negativen in Zeiten weltweiter Homogenisierung.

„Es scheint, dass das, was heute allgemein unter dem Namen der ›Globalisierung‹ gehandelt wird, radikal die Möglichkeitsbedingungen des Negativen verändert hat. Zuvor war das Negative der andere Block oder aber die andere Klasse. Durch die Globalisierung hat sich diese Äußerlichkeit, durch die Negatives (mit dem auch die Geschichte gearbeitet hat) sich entladen konnte, aufgelöst.
Sobald es außen nicht mehr das andere Lager gibt, wo das Negative angesiedelt werden kann, führt dies logischerweise zu seiner Verinnerlichung, denn das Negative verschwindet ja nicht, es wird vielmehr ›verdrängt‹ und agiert dann nicht mehr offen, sondern im Geheimen.
Es kommt nun folglich darauf an, sich die Frage nach der tätigen ›Logik‹ zu stellen. Denn ist der 11. September (2001) wirklich ein Ereignis, wie man behauptet hat, oder sogar das (urplötzliche) Ereignis schlechthin? Besitzt dieses Datum durch seinen Überraschungseffekt und durch das, was es ausgelöst hat, tatsächlich die Funktion eines Einbruchs? Ich möchte darin eher das plötzliche, aber zusammenfassende Offenbaren eines ›stillen Wandels‹ sehen und entnehme diesen Begriff dem chinesischen Denken.“

Weisheit

In dem Buch Der Weise hängt an keiner Idee beschäftigt sich Jullien mit der Weisheit, die von der Philosophie 

„...mit ihrem spekulativen Ehrgeiz überdeckt und sie im gleissenden Lichte der Begriffe konturlos, unerkennbar oder, noch schlimmer, uninteressant gemacht hat.“

Der Autor beabsichtigt, eine Möglichkeit des Denkens aufzuzeigen, die von der klassischen Philosophie verschieden ist. Der große Unterschied besteht darin, dass die Weisheit auf die Wahrheit verzichtet und sich vor allen Ideen hütet, 

„...denn sie schaffen nicht nur Distanz, sondern machen das Denken, indem sie es fixieren und kodifizieren, auf ewig parteiisch und berauben den Geist seiner Disponibilität und Offenheit.“

Um sich von der klassischen westlichen Philosophie abzusetzen, beschäftigt sich Jullien mit den Schriften der Schule des Konfuzius.

„Denn Europa hat von der Weisheit nur Trümmer oder ein paar vereinzelte Bruchstücke übrigbehalten: Pyrrhon, Montaigne, die Stoiker. In China hingegen, wo kein Ontologie-Gebäude errichtet wurde, ist die Weisheit der „Weg“: Der Weise, heißt es von Konfuzius aufgrund seiner Unvoreingenommenheit, ist „ohne Idee“, das heißt er hängt an keiner bestimmten Idee; und daher - so fügt der daoistische Denker hinzu - kann er sich, indem er seinen Geist disponibel hält, jeglichem „so“ öffnen, denn er nimmt es auf, wie es kommt...“

## Rezeption
Marcel Gauchet sagt über die Arbeit von François Jullien:

„Die Arbeit von François Jullien scheint mir ganz in der großen Linie des, zwar nicht geschriebenen, dafür umso umtriebigeren Programms der von mir so genannten  Anthropologischen Schule des 20. Jh. zu liegen. Eine, wenn auch nicht ausschließlich,  Französische Schule, die die Arbeiten von Durkheim, Mauss, Granet, Lévi-Strauss und einiger anderer zur Entfaltung brachte. Sie war, um es kurz zu sagen, die Schule der Dezentrierung des Westens […] Diese verschiedenen Unterfangen haben uns die Möglichkeit gegeben, von einem ‚Außen‘ her zu denken – um einen, wie mir scheint besonders geglückten Ausdruck Julliens zu gebrauchen. […] Nun hat sich François Jullien nicht damit begnügt, einen weiteren Beitrag in diesem an und für sich schon äußerst schwierigen Bemühen zu leisten, sondern hat dieses Dezentrierungs-Unterfangen zur Vollendung gebracht, indem er in den Westen zurückgekehrt ist. Und zwar hat er sich dabei auf das Gebiet der Philosophie begeben, was eigentlich niemand vor ihm wirklich  gemacht hat, indem er sich der chinesischen Anderheit [altérité] aussetzte, die dafür, das muss man sagen, eine besonders gute Voraussetzung bot. Er hat das Bemühen um Dezentrierung weiter als seine Vorgänger getrieben. Er hat uns gelehrt, unser abstraktestes, theoretischestes Denken, jenes, das die grundlegendsten Kategorien bildet, die wir quasi spontan zur Erfassung irgend eines Objektes verwenden, ‚von anderswo her‘ zu betrachten: Er hat sich zum Ethnologen unseres begrifflichen Universums gemacht.“

Anlässlich der Überreichung des Grand prix de philosophie de Académie française für sein Gesamtwerk (2011) sagte Angelo Rinaldi u. a.:

„Die thematische Vielfalt, der sich dieser Philosoph und Sinologe widmete, könnte vermuten lassen, dass es sich hier um ein weit gestreutes, zerstückeltes Werk handelt. Jedoch finden wir, ganz im Gegenteil, bei François Jullien  eine deutliche Einheit des Gedankens und der Entwicklung vor. Pierre Nora hat dies formelhaft zusammengefasst: Denken zwischen China und Griechenland. Tatsächlich geht es darum, das Ungedachte unseres Denkens, dessen Fundamente in Griechenland gelegt wurden,  zu reflektieren. China bietet dafür die Mittel eines seitlichen Zugriffs, eine Möglichkeit, uns über uns selbst zu beugen und uns von außen zu betrachten. Um die Verfasstheit dieser Exteriorität geht es François Jullien zunächst einmal, die andere Seite seiner Arbeit  besteht darin, zu den Grundlagen des Europäischen Denkens zurückzukehren. Am Horizont dieser Wege erwarten ihn allgemeine Fragen, die uns alle direkt interessieren: Gibt es ‚Universelles‘, was können wir an ‚Gemeinsamen‘ haben, welche Bedeutung haben ‚Einheit‘, ‚Unterschied‘ und ‚Übereinstimmung‘ [conformité]? Im Zentrum der Anliegen dieses Philosophen steht eigentlich das, was man heute den ‚Dialog der Kulturen‘ nennt und es ist diese ständig präsente Thematik, die seine Aktualität ausmacht.“

François Jullien ist einer der am meisten übersetzten Denker der Gegenwart (in etwa 25 Sprachen); mehr als zwanzig seiner Essays sind auf Deutsch, Italienisch und Spanisch erschienen, ein Dutzend auf Englisch, Chinesisch, Vietnamesisch und Portugiesisch.
Für die deutsche Rezeption ist das Buch Dialog über die Moral, ein Vergleich des chinesischen Philosophen Menzius mit der Philosophie der Aufklärung wichtig.

## Kritik
Die Arbeit von François Jullien ist von verschiedenen Seiten kritisiert worden, insbesondere von einigen Sinologen, darunter in erster Linie von Jean François Billeter. Dieser publizierte vor allem zwei Texte gegen François Jullien und seine Methode:
- Comment lire Wang Fuzhi? – dieser Artikel wendet sich gegen das Buch Procès ou création (1989)
- Contre François Jullien (2006) dieses Buch kritisiert das gesamte Werk von Jullien.

Contre François Jullien wirft Jullien vor, jenes China gesehen zu haben, das er habe sehen wollen, und die chinesische Andersartigkeit zu übertreiben. Dieses Thema sei eine ideologische Konstruktion der kaiserlichen chinesischen Macht, die die Mandarine, die gelehrten Vertreter der Zentralmacht, den jesuitischen Missionaren vermittelt hätten. Von da an habe dieser ‚Mythos‘ die Sinologie und das allgemeine Bild, das sich der Westen von China macht, über Leibniz, Voltaire, Marcel Granet, Victor Segalen etc. kontaminiert. Jullien perpetuiere, indem er diesen Mythos fortschreibe, diese Tradition, welche die wahren politischen Quellen des ‚chinesischen Denkens‘ verdunkle.
In Beantwortung der Kritik publizierte François Jullien Chemin faisant, connaître la Chine, relancer la philosophie (Seuil, 2007). Dort argumentiert er, dass Jean-François Billeter zwar in Anführungszeichen, jedoch ohne Referenz, frei erfundene Formulierungen zitiere und auf diese Weise versuche, ein seiner Fantasie entsprungenes Bild des Werkes von François Jullien zu entwerfen, dem er dann seine eigene Position entgegenstelle. Vor allem dürfe man nicht „Exteriorität“ mit „Alterität“ verwechseln: Die „Exteriorität“ Chinas, von der François Jullien ausginge, sei sowohl in der Sprache als auch in der Geschichte festzustellen; die „Alterität“ dagegen sei eine zu konstruierende und finde sich auch als „interne Heterotopie“ auf beiden Seiten, der europäischen und der chinesischen. Weit davon entfernt, China als eine Welt für sich zu isolieren, knüpfe die Arbeit von François Jullien einen Problemfaden zwischen China und Europa, der es erlaube, Ungedachtes zu erfassen, womit sie dazu beitrage, Voraussetzungsbedingungen für eine neue „Reflexivität“ zwischen den Kulturen zu schaffen.
Was insbesondere die gegen die chinesische Ideologie vorzunehmende Kritik betrifft, so ruft François Jullien in Erinnerung, dass er diese in zahlreichen Teilen seiner Arbeit vorgenommen habe, so in „Über die Wirksamkeit“ Kap. 2; „Umweg und Zugang. Strategien des Sinns in China und Griechenland“ Kap. 1 und 6; „Der Weise hängt an keiner Idee“, auf den letzten Seiten usw. Er habe somit nichts mit jenen zu tun, die sich den Gefallen machten, das Bild eines China, das ganz „anders“ ist, zu entwerfen, um ihre Sehnsucht nach dem Fremden und Exotischen zu befriedigen. Ebenso aber distanziert er sich von jenen, die, wie Billeter, glauben, sie könnten einen „gemeinsamen Fonds“ feststellen, wodurch sie aber die Vorteile einer Diversität menschlichen Denkens, die seine eigentliche Ressource darstellt, nicht zu fassen bekämen. Man müsse nämlich den leichtfertigen Universalismus genauso ablehnen wie den bequemen Relativismus. Und so versteht François Jullien den eigentlichen «Dia-log» der Kulturen zugleich als ein «Dia» des Abstands, das die Fruchtbarkeit unterschiedlicher Denkweisen zutage fördere, und als einen „Logos“, der es diesen Denkweisen erlaubt, untereinander in einer gemeinsamen Intelligenz zu kommunizieren.
Auch einige andere Philosophen und Sinologen nahmen zu Billeters Kritik Stellung, und zwar in Oser construire, Pour François Jullien (Beiträge von François Gaillard, Philippe d’Iribarne, Jean Allouch, Patrick Hochart, Philippe Jousset, Jean-Marie Schaeffer, Lin Chi-Ming, Wolfgang Kubin, Ramona Naddaff, Du Xiaozhen, Léon Vandermeersch, Bruno Latour, Paul Ricœur und Alain Badiou), Éditions Les Empêcheurs de penser en rond, 2007.

## Mitgliedschaft
- Seit 2001: Institut Universitaire de France

## Auszeichnungen
- 1995: Prix Rousseau der Stadt Genf
- 1996: Prix de l’Académie française
- 2009: Prix de la Maison des gens de lettres
- 2010: Hannah-Arendt-Preis für politisches Denken
- 2011:  Grand prix de philosophie de l’Académie française für sein Gesamtwerk

## Gastprofessuren
- 1993: Universität von Montreal
- 1996: Chaire Perelman an der Freien Universität Brüssel
- 1996: Universität Peking
- 2011: Institut Polytechnique Zürich
- 2013: Jiaoyu daxue, Taipei

## Veröffentlichungen
- Über die Wirksamkeit. Merve, Berlin 1999, ISBN 978-3-88396-156-9.
- Über das Fade – eine Eloge. Zu Denken und Ästhetik in China. Merve, Berlin 1999, ISBN 978-3-88396-151-4.
- Umweg und Zugang. Strategien des Sinns in China und Griechenland. Passagen, Wien 2000 (Originaltitel: Le détour et l’accès. Stratégies du sens en Chine, en Grèce. Grasset, Paris 1995. Übersetzt von Markus Sedlaczek), ISBN 978-3-85165-407-3.
- Der Weise hängt an keiner Idee. Fink, München 2001. Übersetzt von Markus Sedlacek, ISBN 978-3-77053-561-3.
- Der Umweg über China. Merve, Berlin 2001, ISBN 978-3-88396-177-4.
- Vom Wesen des Nackten. Diaphanes, Berlin / Zürich 2003 Sequenzia, München 2003, ISBN 978-3-935300-42-1.
- Dialog über die Moral. Merve, Berlin 2003, ISBN 978-3-88396-184-2.
- Über die »Zeit«. Diaphanes, Zürich / Berlin 2004. ISBN 978-3-935300-43-8.
- mit Karine Chemla und Jacqueline Pigeot: Die Kunst, Listen zu erstellen. Merve, Berlin 2004, ISBN 978-3-88396-201-6.
- Schattenseiten. Über das Böse und das Negative. Diaphanes Zürich / Berlin 2005. ISBN  978-3-93530-075-9.
- Eine Dekonstruktion von außen. Von Griechenland nach China oder wie man die festgefügten Vorstellungen der europäischen Vernunft ergründet. (Zweisprachig: deutsch und französisch) in der Reihe: Deutsch-französische Wechselwirkungen, Übersetzt von Felix Heidenreich, Herausgegeben von DVA-Stiftung, Stuttgart 2005 (darin: Verzeichnis der Hauptwerke in Französisch bis 2004, S. 54f.) doi:10.1524/dzph.2005.53.4.523.
- Sein Leben nähren. Abseits vom Glück. Merve, Berlin 2006, ISBN 978-3-88396-219-1.
- Vortrag vor Managern über Wirksamkeit und Effizienz in China und im Westen. Merve, Berlin 2006, ISBN 978-3-88396-223-8.
- Das Universelle, das Einförmige, das Gemeinsame und der Dialog zwischen den Kulturen. Merve, Berlin 2009, ISBN 978-3-88396-262-7.
- Die stillen Wandlungen. Merve, Berlin 2010, ISBN 978-3-88396-284-9.
- Die Affenbrücke. Passagen, Wien 2011, ISBN 978-3-85165-972-6.
- Die fremdartige Idee des Schönen. Passagen, Wien 2012, ISBN 978-3-7092-0050-6.
- China und die Psychoanalyse. Fünf Konzepte. Turia + Kant, Wien/Berlin 2013, ISBN 978-3-85132-703-8.
- Philosophie des Lebens. Passagen, Wien 2013, ISBN 978-3-7092-0018-6.
- Der Weg zum Anderen. Alterität im Zeitalter der Globalisierung. Passagen, Wien 2014, ISBN 978-3-7092-0117-6.
- Denkzugänge. Mögliche Wege des Geistes. Matthes & Seitz, Berlin 2015, ISBN 978-3-95757-020-8.
- Von Landschaft Leben, oder das Ungedachte der Vernunft, Matthes & Seitz, Berlin 2016. ISBN 978-3-9575-7254-7.
- Es gibt keine kulturelle Identität. Wir verteidigen die Ressourcen einer Kultur. Aus dem Französischen übersetzt von Erwin Landrichter. Suhrkamp, Berlin 2017, ISBN 978-3-518-12718-6.
- De-Koinzidenz. Kunst und Existenz. Turia + Kant, Wien/Berlin 2019, ISBN 978-3-85132-934-6.
- Vom Intimen. Fern der lärmenden Liebe. Turia + Kant, Wien/Berlin 2019, ISBN 978-3-85132-940-7.
- Ein zweites Leben.  (Originaltitel: Une seconde vie, 2017) Passagen Verlag, Wien 2020, ISBN 978-3-7092-0382-8.
- Existierend leben. Eine neue Ethik. Matthes & Seitz, Berlin 2022, ISBN 978-3-95757-859-4.
- Das Unerhörte. Passagen Verlag, Wien 2022, ISBN 978-3-7092-0501-3.
- Vom wahren Leben. Passagen Verlag, Wien 2024, ISBN 978-3-7092-0540-2.